# ملعب سنغافورة الوطني
ملعب وطني هو ملعب متعدد الاستخدام يقع في منطقة كالانغ السنغافورية . غالبا ما يتم استخدامه لمباريات كرة القدم . يسع الملعب لجلوس 55 ألف متفرج . تم افتتاحه في يوليو 1973 ثم أغلق في 30 يونيو 2007 استعدادا لإعادة بنائه وافتتاحه ضمن خطة بناء المدينة الرياضية في 2014 .